# Flugunfall einer Douglas DC-6 der Fragtflug bei Nürnberg
Der Flugunfall einer Douglas DC-6 der Fragtflug bei Nürnberg ereignete sich am 6. Mai 1974 auf einem internationalen Frachtflug der isländischen Fragtflug von Nizza nach Nürnberg. Im Endanflug stürzte die auf diesem Flug eingesetzte Maschine des Typs Douglas DC-6A in ein Waldstück, wobei alle drei Personen an Bord ums Leben kamen.

## Maschine
Bei dieser Maschine handelte es sich um eine Douglas DC-6A mit der Modellseriennummer 44069/396, gebaut am 3. August 1953. Der Ersteigentümer waren angeblich die „Flying Tigers“. Danach wurde die DC-6A mit dem Kennzeichen N1535 von Air America geflogen. Die Maschine flog bis dahin in weiß mit einer grünen Bauchbinde als Passagiermaschine. Sie flog in verschiedenen Extrem-Klimabereichen. Die Maschine war eine von insgesamt 6 Douglas DC-6, die für Fragtflug als Frachtmaschinen flogen bzw. zu diesen umgebaut wurden. Seit Oktober 1972 flog die Maschine dann auch für Fragtflug.

## Insassen
Es befand sich lediglich eine dreiköpfige Besatzung an Bord der Maschine, bestehend aus dem 43-jährigen Flugkapitän Thormud Skagen, dem 31-jährigen Ersten Offizier Stein Sire und dem 53-jährigen Bordingenieur Otto Andreasen. Alle drei Besatzungsmitglieder hatten die norwegische Staatsangehörigkeit.

## Unfallhergang
Am 6. Mai 1974 wurde das Flugzeug von der dreiköpfigen Besatzung von einer Generalüberholung in Antwerpen abgeholt. Es startete leer um 14:55 Uhr zu einem Flug nach Nizza, wo um 17:10 Uhr die Landung erfolgte. Hier wurden 9,9 Tonnen Muttertagsblumen (Nelken) für den Nürnberger Großhändler Simon Kerscher geladen.
Um 19:35 Uhr startete die Maschine nach Nürnberg, wo die Landung um 22:10 Uhr erfolgen sollte. Als die DC-6 in den mittelfränkischen Luftraum einflog, wurde das Wetter schlecht und es regnete stark. Beim Funkfeuer Dinkelsbühl meldete die Besatzung den Ausfall des Triebwerks Nr. 1 (links außen). Mit drei Triebwerken wäre die Maschine weiterhin flugfähig gewesen. Die Flugunfallermittler hielten es später für plausibel, dass zu diesem Zeitpunkt ein Benzinleck an der Hauptversorgungs-Treibstoffleitung entstanden war.
Etwa 20 Minuten später (die Maschine befand sich seit Dinkelsbühl im Sinkflug) bekamen die Piloten über dem Funkfeuer Röthenbach die Freigabe zu einem Anflug mithilfe des Instrumentenlandesystems. Die Besatzung bat noch um einen radargelenkten Anflug, der von der Flugsicherung in Nürnberg aber abgelehnt wurde, da diese Technik damals dem Nürnberger Flughafen noch nicht zur Verfügung stand. Mit „Roger“ wurde bestätigt. Um 22:21 Uhr brach die Funkverbindung mit der Maschine ab. Während des nächtlichen, instrumentenlandesystemgestützten Anfluges auf die Landebahn 28 des Flughafens Nürnberg streifte die Frachtmaschine vier Kilometer vor der Landebahn Baumkronen, stürzte zu Boden und geriet in Brand. Die Maschine wurde völlig zerstört, alle drei Insassen wurden getötet.
Zum Unfallzeitpunkt herrschte in der Umgebung des Flughafens dichter Nebel, die Wolkenuntergrenze befand sich in Baumwipfelhöhe. Etwa über Behringersdorf wurde das Fahrwerk ausgefahren. Ohrenzeugen berichteten, dass ein Flugzeug „ungewöhnlich tief“ geflogen sei. Eine Frau hörte Sekunden später noch ein Aufheulen von Triebwerken und dann Stille. Sofort wurde von ihr die Polizei verständigt und vom Kontrollturm Alarm ausgelöst. Hubschrauber der US Army und der Bundeswehr suchten über dem dichten Waldgebiet des Nürnberger Reichswaldes nach dem Flugzeugwrack, welches von zwei „Huey“ Piloten um 01:17 Uhr im Erlensteger Forst, nahe der Bundesautobahn 3, entdeckt wurde. Als die Suchpiloten die Unfallstelle überflogen, erkannten sie im Suchscheinwerferkegel nur das Heck der Maschine, Rumpf und Tragflächen lagen unter den ausgerissenen Bäumen einer Kiefernschonung. Die Maschine hatte eine Schneise von etwa 30 mal 80 Meter im Waldstück hinterlassen und lag auf der Rumpfoberseite. Die DC-6A war allerdings nicht in Brand geraten, weshalb es zunächst schwer war, das Wrack zu finden. Wie sich später herausstellte, war das Flugzeug zuerst mit dem Cockpit aufgeschlagen, wobei die Crew sofort getötet wurde.
Das hintere Rumpfsegment lag über den anderen Trümmern und hatte den Aufprallkrater wieder zugeschoben. Der vordere Rumpf wurde beim Aufprall vollkommen zerstört. Die Besatzungsmitglieder konnten zwei Tage nach dem Unfall mithilfe eines Bergepanzers der Bundeswehr geborgen werden. Die Wrackteile waren mit roten und rosafarbenen Nelken übersät. Die Triebwerke wurden von den abgeknickten Tragflächen abgerissen. Nur der hintere Rumpf war so gut wie unbeschädigt. Angeblich hatte die DC-6 nur noch 300 bis 1500 Liter Flugbenzin in den Tanks.

## Ursache
Es wurde vermutet, dass der Unfall durch erhebliche Frostansätze an den Tragflächen während des nächtlichen Anfluges unter Vereisungsbedingungen verursacht wurde. Im Körper des Flugkapitäns wurde ein Blutalkoholspiegel von 1,21 bis 2,50 Promille festgestellt.

## Fluggesellschaft
Enthüllungen im Zuge der Veröffentlichung der Panama Papers der Kanzlei Mossack Fonseca im Jahr 2016 ergaben, dass die von dem Isländer Loftur Johannesson (* 1930) geleitete Fluggesellschaft Fragtflug International zu Zeiten des Kalten Krieges regelmäßig im Dienste der CIA unterwegs gewesen war und für diese Waffen an paramilitärische, von den USA unterstützte Organisationen in verschiedenen Krisenregionen, etwa an die Mudschaheddin in Afghanistan lieferte. Johannesson sei über einen Zeitraum von 25 Jahren in Waffentransporte verwickelt gewesen und habe dabei auch mit Hilfsorganisationen zusammengearbeitet, um seine Waffengeschäfte zu tarnen.